# Formale Soziologie
Formale Soziologie ist eine theoretische Richtung der Allgemeinen Soziologie, die in der ersten Hälfte des 20. Jahrhunderts die deutschsprachige Fachdiskussion dominierte. Der Anspruch der formalen Soziologie besteht darin, alles Soziale anhand beobachtbarer zwischenmenschlicher Beziehungen zu erklären. Dabei wird angenommen, dass es Formen des zwischenmenschlichen Zusammenlebens gibt, die zu allen Zeiten und in allen Kulturen vorfindbar sind. Soziologie wird dabei, unabhängig von den jeweiligen Inhalten, als Wissenschaft von den Formen betrachtet, in denen Menschen sinnhaft aufeinander bezogen agieren und in Wechselwirkung zueinander stehen.
Prominente Vertreter der formalen Soziologie sind Georg Simmel und Leopold von Wiese, der sie zu einer Beziehungslehre ausbaute. Als weitere Protagonisten dieser Denkrichtung gelten Alfred Vierkandt, Ferdinand Tönnies und Werner Sombart. 

## „Geometrie der sozialen Welt“
Georg Simmel, der die formale Soziologie begründete, bezeichnete sie auch als „reine Soziologie“ und zählte sie zu den exakten Wissenschaften. Er sah in ihr „eine Art Geometrie der sozialen Welt“, die den Umriss zeigt, der gewöhnlich von den Leidenschaften und Ideen der Menschen überdeckt wird. Durch Trennung von Form und Inhalt könne die „gleichsam leere Gesellschaft“ mit ihren formalen Wechselwirkungen in den Blick genommen werden. Leopold von Wiese ersetzte in seiner Weiterentwicklung der formalen Soziologie den Begriff „Wechselwirkung“ durch den der „Wechselbeziehung“ und verzichtete auf die Unterscheidung von Form und Inhalt. Trotz dieser Änderungen verfolgte auch er den Kerngedanken: „Immer noch kommt es darauf an, von allen kulturellen Zwecken abzusehen, die die Individuen in der Gesellschaft verfolgen, um die Einflüsse zu studieren, die sie infolge des gemeinschaftlichen Lebens aufeinander ausüben.“ Von Wiese brachte Wechselbeziehungen auf eine Formel, mit der er jeden sozialen Prozess analysierte.